# Psilocladia obliquata
Psilocladia obliquata är en fjärilsart som beskrevs av W. Warren 1898. Psilocladia obliquata ingår i släktet Psilocladia och familjen mätare. Inga underarter finns listade.